# دلك داش (سميرم)
دلك داش هي قرية في مقاطعة سميرم، إيران. عدد سكان هذه القرية هو 47 في سنة 2006.